# Simulação

Um simulador para treinamento de direção.

Uma simulação é uma imitação aproximada da realidade, operação de um processo ou sistema que representa sua operação ao longo do tempo. 
A simulação é usada em muitos contextos, como simulação de tecnologia para ajuste ou otimização de desempenho, engenharia de segurança, testes, treinamento, educação e videogames. 

## Visão geral
Frequentemente, experimentos de computador são usados para estudar modelos de simulação. Simulação também é usada com modelagem científica de sistemas naturais  ou sistemas humanos para obter uma visão sobre seu funcionamento, como na economia. A simulação pode ser usada para mostrar os eventuais efeitos reais de condições alternativas e cursos de ação. A simulação também é usada quando o sistema real não pode ser ativado, porque pode não ser acessível, ou pode ser perigoso ou inaceitável de ser ativado, ou está sendo projetado, mas ainda não foi construído, ou pode simplesmente não existir.

## Em computação

Computador imitação de onda circular.

Em computação, simulação consiste em empregar formalizações em computadores, tais como expressões matemáticas ou especificações mais ou menos formalizadas, com o propósito de imitar um processo ou operação do mundo real. Desta forma, para ser realizada uma simulação, é necessário construir um modelo computacional que corresponda à situação real que se deseja simular.
A simulação computacional de sistemas, ou apenas simulação, consiste na utilização de certas técnicas matemáticas, empregadas em computadores, as quais permitem imitar o funcionamento de, praticamente qualquer tipo de operação ou processo do mundo real, ou seja, é o estudo do comportamento de sistemas reais através do exercício de modelos.
Existem diversas definições para a simulação, dentre elas podemos citar a de Pegden (1990) que diz “a simulação é um processo de projetar um modelo computacional de um sistema real e conduzir experimentos com este modelo com o propósito de entender seu comportamento e/ou avaliar estratégias para sua operação”. Desta maneira, podemos entender a simulação como um processo amplo que engloba não apenas a construção do modelo, mas todo o método experimental que se segue, buscando:
- Descrever o comportamento do sistema;
- Construir teorias e hipóteses considerando as observações efetuadas;
- Usar o modelo para prever o comportamento futuro, isto é, os efeitos produzidos por alterações no sistema ou nos métodos empregados em sua operação.